# Красносельское (Мендыкаринский район)
Красносельское (каз. Красносельский) — упразднённое село в Мендыкаринском районе Костанайской области Казахстана. Входило в состав Первомайского сельского округа. Упразднено в 2019 г. Находилось примерно в 17 км к юго-западу от районного центра, села Боровского. Код КАТО — 395657400.

## Население
В 1999 году население села составляло 185 человек (84 мужчины и 101 женщина). По данным переписи 2009 года, в селе проживали 83 человека (36 мужчин и 47 женщин). По данным переписи 2021 года, в селе проживали 3 человека (2 мужчины и 1 женщина).

## Известные жители и уроженцы
- Богданов, Василий Семёнович (род. 1923) — Герой Социалистического Труда.